# آبل کین
آبل کین (انگلیسی: Abel Cain) که قبلاً با نام پسران ال توپو شناخته می‌شد، یک پروژه سینمایی متوقف شده به نویسندگی و کارگردانی آلخاندرو خودوروفسکی و دنباله فیلم کلاسیک ال توپو در ژانر وسترن اسیدی است که قرار بود توسط پارالل مدیا تولید و تأمین مالی شود.
خودوروفسکی در مصاحبه ای در سال ۲۰۱۰ گفت که مدت زمان ساخت فیلم بسیار طولانی شده و اظهار داشت که در آن هیچ «ستاره‌ای» بازی نخواهد کرد و افزود که پسرش اکسل خودوروفسکی را برای نقش اصلی انتخاب خواهد کرد، همان‌طور که در سال ۱۹۸۹ و در فیلم خون مقدس این وظیفه را برعهده گرفت.
انتظار می‌رفت این فیلم بین اواخر سال ۲۰۱۱ تا ۲۰۱۲ منتشر شود، اما به نظر می‌رسد که در نوبت قرار گرفته تا خودوروفسکی ابتدا فیلم زندگی‌نامه‌اش با عنوان رقص واقعیت را فیلمبرداری کند. در مصاحبه بعدی، خودوروفسکی اعلام کرد که برای این فیلم بودجه پیدا کرده‌است و پس از پایان کار فیلم رقص واقعیت، فیلمبرداری این پروژه را در مکزیک آغاز خواهد کرد.
خودوروفسکی در طی مصاحبه ای در جشنواره فیلم کن در سال ۲۰۱۶ از برنامه‌های خود برای ساختن فیلم پسر ال توپو به محض دریافت حمایت مالی خبر داد. همچنین در سال ۲۰۱۶ دنباله ال توپو به صورت کمیک با عنوان پسران ال توپو (عنوان اصلی پروژه) در یک مینی سریال نوشته خودوروفسکی و تصویرگری خوزه لادرون منتشر شد.

## خلاصه داستان
پس از یک آخرالزمان هسته‌ای، تمام جهان به ویرانه ای بیابانی تبدیل شده‌است به جز بهشت که همان جزیره کوچکی می‌باشد که ال توپو در آن دفن شده‌است. اگرچه این جزیره قابل مشاهده و به ظاهر قابل دسترس است، اما هر تلاشی برای ورود به این جزیره منجر به فاجعه شده‌است. پسران ال توپو که با نام‌های قابیل و هابیل از آنها یاد می‌شود به عنوان برادر از یکدیگر فاصله گرفتند، زیرا ال توپو پیش‌بینی کرده بود که قابیل هابیل را خواهد کشت. اما وقتی غارتگران شیطان صفت جسد مادرشان را می‌دزدند تا با فریب راهی جزیره شوند، برادران با هم متحد می‌شوند تا مادر مرده خود را تحویل دهند تا با پدرشان دفن شود. آنها نه تنها باید بر دشمنی که جادوگری تکنولوژیک ماهر است از میان بردارند، بلکه باید بر نفرینی که سرنوشت آنها را مشخص می‌کند غلبه کنند.

## تولید
آلخاندرو خودوروفسکی در اواسط دهه نود پس از عملکرد ضعیف خود در فیلم دزد رنگین کمان از کسب و کار سرخورده شد و تصمیم گرفت دنباله ای برای ال توپو به بازار عرضه کند، بنابراین تلاش برای احیای حرفه سینمایی خود را آغاز کرد و یک پوستر تیزر ساخت. در ابتدا پسران ال توپو قرار بود با همکاری مرلین منسون و جانی دپ ساخته شود، اما بودجه هرگز محقق نشد و خودوروفسکی در مدت کوتاهی پروژه را رها کرد.
خودوروفسکی در مرحله بعد تلاش کرد یک «فیلم گانگستری متافیزیکی» با عنوان گینگ شات بسازد که قرار بود توسط دیوید لینچ تهیه شود و مرلین منسون و نیک نولتی در آن نقش آفرینی کنند. او طرح‌های مفهومی متعددی کشید و به‌شدت فیلم را به تهیه‌کنندگان عرضه کرد، اما در نهایت او و لینچ پروژه را رها کردند زیرا تنها توانستند بخشی از بودجه لازم برای فیلمبرداری فیلم را به دست آورند و فرصت دیگری به خودوروفسکی داده شد تا «پروژه رویایی» خود را بسازد.
خودوروفسکی در نوامبر ۲۰۰۹ در مصاحبه ای با گاردین فاش کرد که تلاش برای ساخت کینگ شات را متوقف کرده‌است، اما در نهایت توسط برخی از «تهیه‌کنندگان روسی» که صاحب فیلم‌های پارالل مدیا هستند، برای ساخت دنباله ال توپو بودجه دریافت کرده‌است.